# Окамењена муња
Окамењена муња или фулгурит је природна шупља стаклена цев која настаје у кварцном песку (SiO2) приликом удара . Настаје када муња удари и подигне температуру песка изнад 1800 C тренутно калећи кварц. Након хлађења и спајања настају цевасти облици. Поступак траје око једне секунде, а добијени фулгурит приказује пролаз муње кроз земљу. Стакло које се ствара се назива lehaterijelit, а може га створити и ударац метеорита или вулканска експлозија. Будући да је то аморфна, спада у групу минералоида. Окамењене муње могу понекад досезати и до 15 метара у дубину тла, а промера су и неколико центиметара. Фулгурити су доста крхки и ломе се при ископавању из тла. 
Цеви могу имати промер и неколико центиметара, а могу бити дуге неколико метара. Најдужа окамењена муња која је пронађена била је дуга око 5 метара.Боја зависи од структуре песка који га је обликовао и распон јој је од црне до тамнозелене и прозрачно беле. Унутрашњост цеви је обично глатка или са малим мехурићима, док је са спољашње стране углавном прекривена честицама грубог песка и порозна је. Често изгледа као корен са пуно огранака. Понекад ствара глазуру на тврдим стенама.